# Chartreuse Saint-Jacques de Valparaíso
La chartreuse Saint-Jacques de Valparaíso, en espagnol : cartuja de San Jaime de Valparaiso et en catalan : cartoixa de Sant Jaume de Vallparadís, ou Saint-Jacques-du-Val-du-Paradis, en espagnol : cartuja de San Jaime del Valle Paraiso, est un ancien monastère chartreux, situé à côté du torrent de Vallparadís, à Terrassa — Égara jusqu'au début du XIXe siècle —, dans la province de Barcelone en Espagne. 
Le castellum du XIIe siècle a subi de nombreuses modifications, d'abord pour l'adapter en chartreuse et plus récemment avec la reconstruction du XXe siècle. Elle est déclarée bien culturel d'intérêt national en 1944.

## Histoire
La première mention d'une fortification près du torrent de Vallparadís se trouve dans un document de 1110, lorsque Berenguer de Sala et son épouse Ermessendis, achètent un grand alleu à Égara au comte de Barcelone, Raimond-Bérenger III, pour y construire un castellum ou forteresse.
En 1344, Blanca de Centellas, fille de Bernat de Centellas et Saurina de Terrassa, donne tous ses biens, y compris le château de Vallparadís aux chartreux de Scala Dei et de Saint-Paul-de-la-Mer afin qu'ils puissent fonder une nouvelle communauté. La fondation entre en vigueur l'année suivante, avec des moines venant de Scala Dei. La chartreuse est appelée Saint-Jacques de Valparaiso,. Les rois d’Aragon accordent des privilèges, mais la maison est très pauvre et les religieux doivent se contenter de camper tant bien que mal dans la forteresse qui n'est pas adaptée aux besoins des chartreux. 
En 1415, une bulle de Benoît XIII autorise le transfert dans un endroit plus approprié pour remplir les conditions nécessaires pour développer l'activité des deux chartreuses voisines, Valparaiso et Saint-Paul-de-la-Mer. Le prieur de Valparaiso, Dominique de Bonnefoy, achète l'ancien couvent de chanoinesses régulières de Saint Augustin, Notre-Dame de Montalegre, appartenant à l'Hôpital de la Sainte-Croix de Barcelone. La communauté de Valparaiso se transfère à Montalègre en 1415 et s’unit à celle de Saint-Paul-de-la-Mer en 1433. La chartreuse de Valparaiso est vendue en 1432 aux carmélites de l'hôpital de la Sainte-Croix qui y établissent un couvent pendant une très courte durée, car en 1432 ils le quittent, et le vendent à Jofre de Sentmenat. Les Sentmenats sont les seigneurs du bloc de Vallparadis jusqu'en 1830, lorsque ce territoire passe sous la juridiction de la commune de Terrassa. L'ancien château, alors une grande ferme, est acquis en 1852 par la famille Maurí. En 1944, Il est déclaré monument historique et, en 1947, les Mauri le cèdent au conseil municipal, qui, après une campagne de restauration et de reconstruction menée par l'architecte Alexandre Ferrant, décide d'y installer  le musée consacré à l'histoire de Terrassa en 1959.

## Architecture

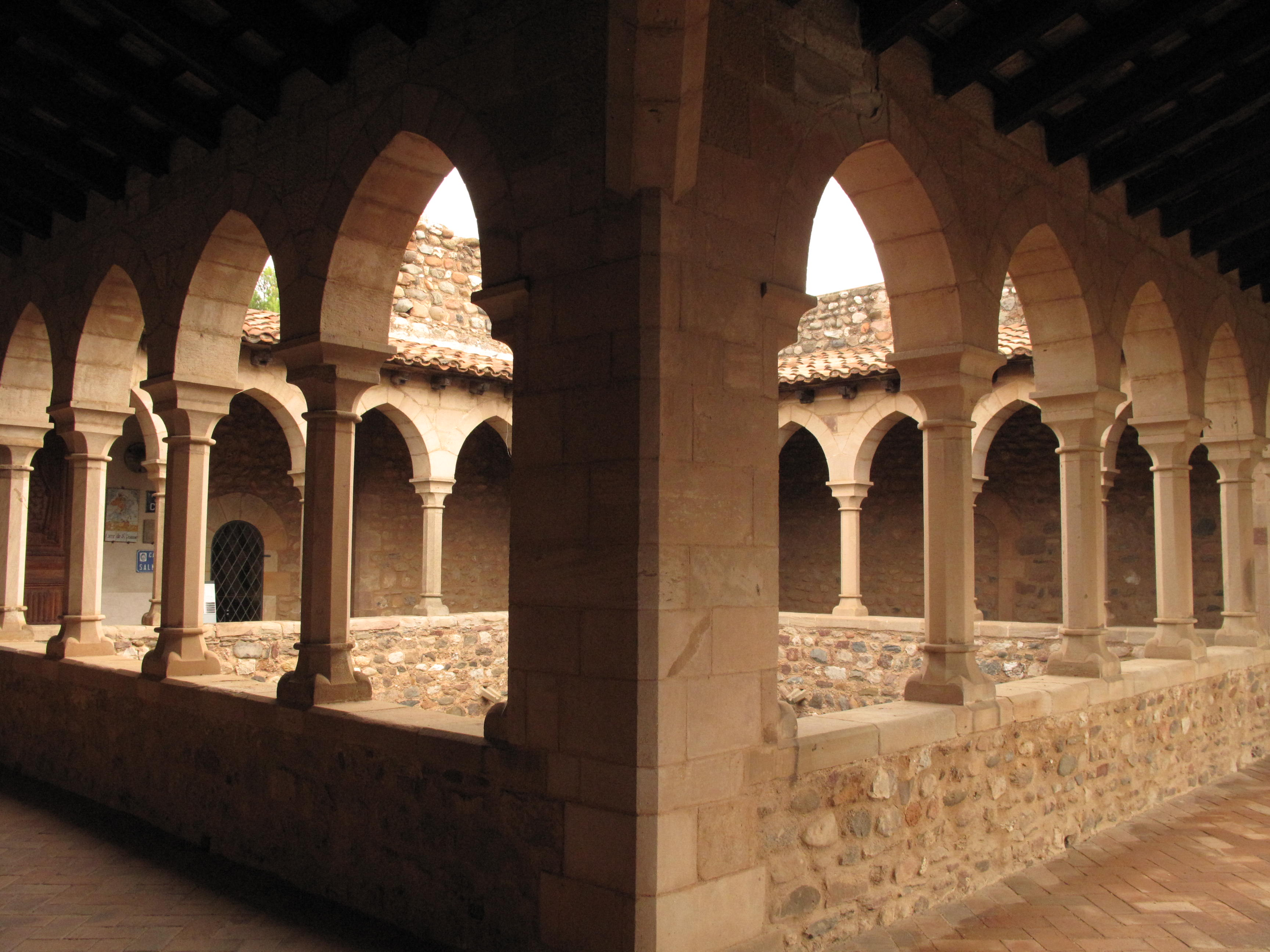
Galerie du cloître supérieure.

Le château actuel, qui conserve quelques vestiges de l'original, entouré d'un fossé et d'une grande tour centrale, est de plan rectangulaire, avec des murs à créneaux et avec quatre tours carrées aux coins et trois demi-tours au centre des côtés nord, sud et est. Les transformations architecturales pour l'adapter à son rôle de chartreuse sont toujours préservées. Le cloître à deux étages se distingue, celui du bas avec des ouvertures assez irrégulières et celui du haut, plus uniforme, avec des arcs en pointe et des chapiteaux géométriques non décorés ; ainsi que l'ancienne salle capitulaire, couverte d'une voûte en croix. L'ancienne église du monastère est la salle qui est actuellement connue sous le nom de Tinellet, avec un toit plat, soutenu par quatre arcs diaphragmatiques pointus.